# Skåarnja
Skåarnja är ett naturreservat i Strömsunds kommun i Jämtlands län.
Området är naturskyddat sedan 2017 och är 366 kvadratkilometer stort. Reservatet ligger utmed Vildmarksvägen och består av gles fjällbjörkskog, kalfjället och vattendrag. 
Naturreservatet består längst i norr vid Stekenjokk av ett fågelskyddsområde med beträdesförbud av båda sidor av vägen mellan 10 juni—10 juli. Naturreservatet sträcker sig från Movretjakke i norr till Rörsjön i sydväst och Vöörkele i öster. 
Några av fjällen i Skåarnja naturreservat:
- Sipmeke (1424 möh)
- Movretjakke (1204 möh)
- Raavre (Raure)(932 möh)
- Gelvenåkko (Gelvenåhkoe)(1141 möh)
- Grucksfjället (1015 möh)
- Raevkievaartoe (Raukevardo)(773 möh)
- Jalketjahke (Sliptjehke/Slipsikk)(1042 möh)